# Mỹ Đức, An Lão (Hải Phòng)
Mỹ Đức là một xã thuộc huyện An Lão, thành phố Hải Phòng, Việt Nam.
Xã Mỹ Đức có diện tích 9,38 km², dân số năm 1999 là 11162 người, mật độ dân số đạt 1190 người/km².